# Laurenz V.

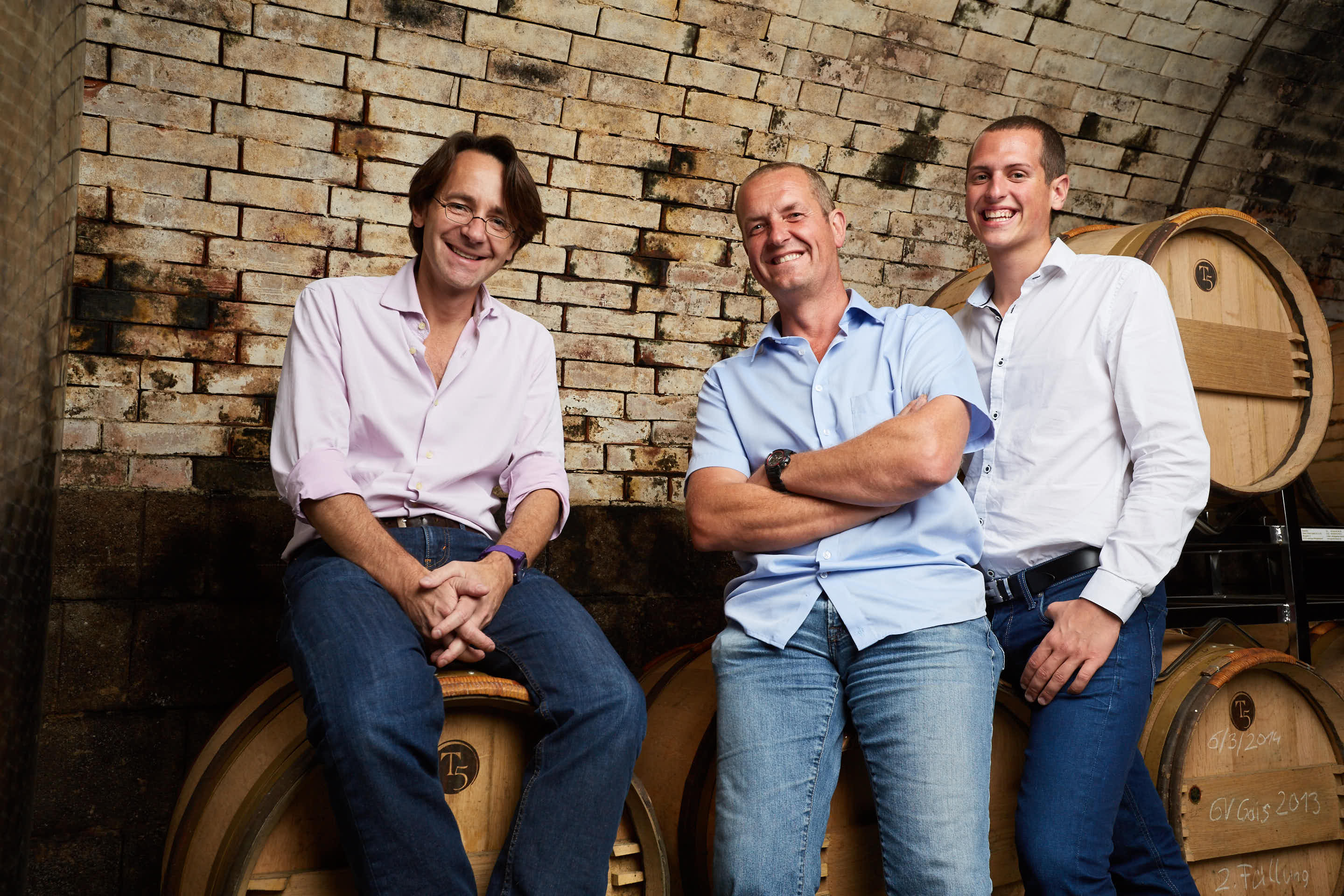
Dieter Hübler und die Kellermeister Peter und Peter Schweiger Jr.

Laurenz V. ist ein österreichisches Projekt zur Produktion von Weinen ausschließlich der Rebsorte Grüner Veltliner in unterschiedlichen Ausprägungen mit Hauptaugenmerk Export, ansässig im Kamptal. Laurenz V. exportiert in mehr als 40 Länder auf allen fünf Kontinenten und vermarktet etwa 80 Hektar Grünen Veltliner.

## Geschichte
Laurenz V. wurde von Lenz Moser V. und seinen Kompagnons Dieter Hübler und Franz Schweiger im Jahr 2005 gegründet. Begonnen hat das Projekt mit „Charming Grüner Veltliner“, einem Premiumwein. Ziel war und ist es, den Grünen Veltliner weltweit bekannt zu machen, als Topwein zu etablieren und mit ihm das Weinland Österreich als Produzenten von Spitzenweinen.
Laurenz V. verarbeitet Traubenmaterial aus den Weinbauregionen Kamptal, Kremstal und Weinviertel (Stand 2010). Etwa 85 % der Produktion gehen in den Export. Bislang findet man Grüne Veltliner von Laurenz V. in 45 Staaten der Welt (Stand 2013). Die Exportaktivitäten reichen bis nach China, wo im August 2013 im Autonomen Gebiet Ningxia das von einem chinesischen Handelspartner nach Laurenz Maria Moser V. benannte „Chateau Changyu Moser XV“ eröffnet wurde.
Der Namensgeber für Laurenz V. – Laurenz Maria Moser  – ist Fünfter der Winzerdynastie Lenz Moser und 15. in der direkten Linie der Winzerfamilie Moser. Nach seiner Geschäftsführertätigkeit für die Weinkellerei Lenz Moser, die 1986 an eine Investorengruppe verkauft wurde, baute er ab 1997 für den amerikanischen Weinbaupionier Robert Mondavi dessen Niederlassung in Europa auf und leitete sie. Nach dem Verkauf von Robert Mondavi Europe an die Constellation Group wandte sich Lenz Moser wieder dem Weinbau in Österreich zu und etablierte im Jahr 2005 Laurenz V.